# Abutilon costicalyx
Abutilon costicalyx är en malvaväxtart som beskrevs av Karl Moritz Schumann, C.Takeuchi och G.L.Esteves. Abutilon costicalyx ingår i släktet klockmalvor, och familjen malvaväxter. Inga underarter finns listade i Catalogue of Life.